# La fuga (película de 1996)
La fuga es una película de cortometraje con dirección de Adrián Szmukler sobre guion del director en colaboración con Juan Pablo Young que se estrenó en 1996 y está protagonizada por Jorge Luis Bayón, Claudio de Mattia y Hugo Gregorini.

## Reparto
- Jorge Luis Bayón
- Claudio De Mattia
- Hugo Gregorini